# Ute Bock
Ute Bock   (Linz, 27 de juny de 1942 - Viena, 18 de gener de 2018) va ser una educadora austríaca coneguda pels seus projectes d'ajuda als refugiats. Va formar part de la campanya Bock auf Bier de Viena, en la que un petit percentatge del preu de la cervesa (que havia estat prèviament incrementat) anava destinat a donar un habitatge als refugiats.

## Biografia
Després de graduar-se va treballar durant un any a la indústria privada abans de decidir que volia ser educadora. L'any 1969, li va ser assignada una plaça al Gesellenheim Zohmanngasse al barri de Favoriten, 10è districte de Viena. L'any 1976 va esdevenir la directora del centre. A principis dels anys 90 Benestar Social va començar a enviar un gran nombre de joves estrangers al centre de Bock, alguns d'ells havien estat prèviament expulsats d'altres institucions. A partir d'aquest moment, Ute Bock va començar a ocupar-se personalment d'aquests alumnes i es va implicar en l'ajuda de refugiats.
Durant una batuda a l'asil l'any 1999, uns 30 joves africans van ser arrestats per tràfic de drogues. Ute Bock va ser acusada de pertinència a una banda il·legal i tràfic de drogues. Va ser temporalment suspesa de les seves funcions.
Posteriorment, els seus càrrecs van ser retirats però se li va prohibir allotjar més refugiats africans a la Zohmanngasse. A partir d'aquell moment va organitzar comunitats residencials privades, autofinançades i supervisades per ella mateixa.
L'any 2000 es va jubilar i, des de llavors, es dedica completament al seu projecte. Durant aquests anys, al voltant de 350 refugiats han trobat allotjament als apartaments de Bock i aproximadament 1.000 més li han enviat correus sol·licitant ajuda. A més a més, Ute Bock ha promogut l'assessoria legal dels seus clients finançades per donacions.

## Pel·lícules
El 31 d'octubre de 2009, va ser presentat el documental Bock for President gràcies a la cooperació entre Stadtkino i la Viennale durant les protestes estudiantils de l'hivern de 2009 a Àustria. L'estrena va formar part de la Viennale i va tenir lloc al cinema Künstlerhaus l'1 de novembre. La pel·lícula va ser estrenada en cartellera el 15 de gener de 2010.
Durant l'any 2010 es va rodar una nova pel·lícula Die verrückte Welt der Ute Bock, dirigida per Houchang Allahyari. En la pel·lícula es mostra la feina de Bock, les històries dels seus col·laboradors, dels refugiats i la seva relació amb la policia.

## Reconeixements
Ute Bock ha guanyat diversos premis per la seva implicació social;
- 1999: Premi pel Coratge Moral Zivilcourage
- 2000: Premi Refugiats UNHCR
- 2002: Premi Bruno Kreisky
- 2003: Premi Karl Renner I Premi Sènior Greinecker
- 2005: seleccionada pel projecte PeaceWomen Across the Globe 2007
- 2007: Premi International Human[3]